# 立道站
立道站（日语：／ Tatsumichi eki */?）是一位於日本德島縣鳴門市大麻町姬田新田、隸屬於四國旅客鐵道（JR四國）的鐵路車站。車站編號為N06。

## 車站結構
本站原設有簡易石板砌成的站舍一座，後來因欠缺乏打理，變得殘舊而遭拆卸，並改為簡易車站模式。並在月台中央位置加設附洗手間的有蓋候車亭。月台與路面成水平，因此並不需要加設斜道或樓梯級。
設有側式月台1個，有效長度達4輛。為對應1500系及1200系氣動車行走，2010年月台進行改裝工程，將中間的2卡長度加高，並將該部份的外圍鐵絲網改為白色圍欄。兩側未有加高月台的部份則沿用鐵絲網。

### 月台配置
| 路線    | 方向     | 目的地         |
| ------- | -------- | -------------- |
| ■鳴門線 | （上行） | 鳴門方向       |
| ■鳴門線 | （下行） | 池谷、德島方向 |

## 歷史
- 1916年7月1日：阿波鐵道鳴門線開線而開業，初時稱為「立道停留場」[3]。
- 1933年7月1日：阿波鐵道國有化，獲昇格為停車場，成為日本國有鐵道下的車站[4][3]。
- 1987年10月1日：日本國鐵分割民營化，車站的營運由JR四國繼承。

## 相鄰車站
四國旅客鐵道（JR四國）
■鳴門線
教會前（N07）－立道（N06）－阿波大谷（N05）